# Referendo sobre a independência da Transnístria em 2006

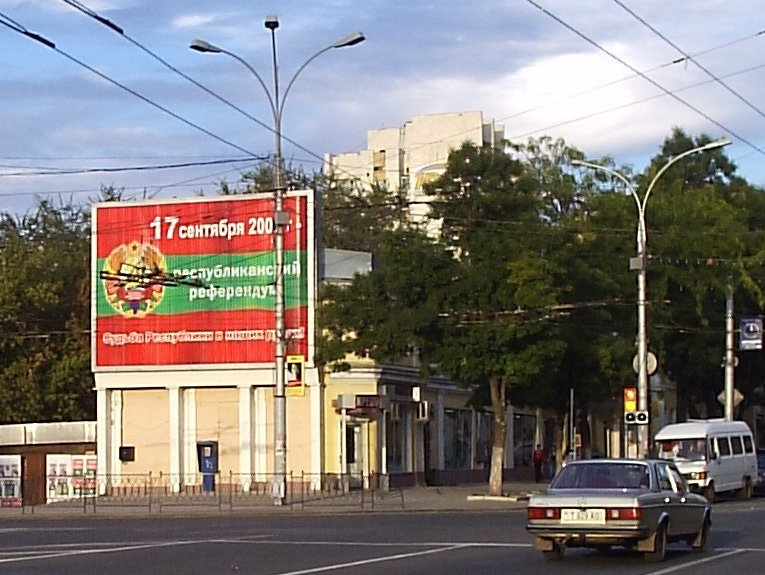
Pôster do Referendo de 17 de setembro de 206 na Transnístria.

O Referendo na Transnístria de 2006 foi um referendo duplo realizado na Transnístria em 17 de setembro de 2006. Os eleitores foram questionados se aprovavam a possibilidade de renunciar à independência e a integração com a Moldávia, ou, alternativamente, a manter a independência e uma possível futura integração na Federação Russa. 

## Resultados

### Renúncia à independência e potencial integração futura na Moldávia
| Opção                             | Votos   | %     |
| --------------------------------- | ------- | ----- |
| Favorável                         | 10.308  | 3.39  |
| Contrário                         | 294.253 | 96.61 |
| Votos inválidos/brancos           | 5,608   | –     |
| Total                             | 310.169 | 100   |
| Eleitores registrados / afluência | 394.861 | 78.55 |
| Fonte: Direct Democracy           |         |       |

### Independência e potencial integração futura na Rússia
| Opção                             | Votos   | %     |
| --------------------------------- | ------- | ----- |
| Favorável                         | 301.332 | 98.07 |
| Contrário                         | 5.905   | 1.93  |
| Votos inválidos/brancos           | 2.932   | –     |
| Total                             | 310,169 | 100   |
| Eleitores registrados / afluência | 394.861 | 78.55 |
| Fonte: Direct Democracy           |         |       |

Do total de 394.861 eleitores registrados, o comparecimento dos eleitores foi de 78,6%, substancialmente maior do que os 50% + 1 exigidos por lei para validar o referendo. 